# Passerelle des Îles
La passerelle des Îles, communément appelée passerelle sur la Creuse, est un ouvrage d'art franchissant la Creuse, situé à Aubusson, en France.

## Situation et accès
La passerelle est située entre le quai des Îles et le quartier de la Terrade, vers le nord du village d'Aubusson, et plus largement au sud-est du département de la Creuse.

## Histoire
Les composants de la passerelle arrivent à Aubusson le 27 mai 2009, vers 9 h. Les quatre poutres fabriquées par l'entreprise Cosylva, de Bourganeuf, sont livrées sur une remorque de 30 m avec châssis 12 roues. Une grue télescopique de près de 50 m est alors déployée pour déplacer les structures. En juin, après avoir été assemblée, la passerelle est déplacée par cette grue à son emplacement actuel où elle s'emboîte dans ses quatre points d'ancrage auxquels elle est scellée dans du béton. Ce chantier est réalisé par des entreprises, toutes du département, à savoir Moreau, de Marsac, et Bouillot, d'Ahun.
Après plusieurs jours de finition, la passerelle est finalement ouverte au public au début de la semaine du 27 juillet 2009.
À la mi-novembre 2009, un éclairage est définitivement installé sur les garde-corps par l'entreprise Ledtolite, de Mérinchal, (actuellement SPX) qui l'a précédemment déjà effectué pour le pont de la Terrade. Sa technologie de diode électroluminescente « linéaire architectural 100° » permet une consommation électrique réduite (au total, moins de 0,5 kWh) ainsi qu'une diversité d'ambiances,.

## Structure
La passerelle est essentiellement composée de quatre poutres cintrées, de 32 m chacune, faites en bois lamellé-collé. Il s'agit d'un pont en arc par-dessus, c'est-à-dire à tablier inférieur, dont l'ascension se fait sur les extrémités par des escaliers en bois. Chaque côté est ponctué de 9 suspentes en métal avec 2 pylônes dans le même style aux extrémités.

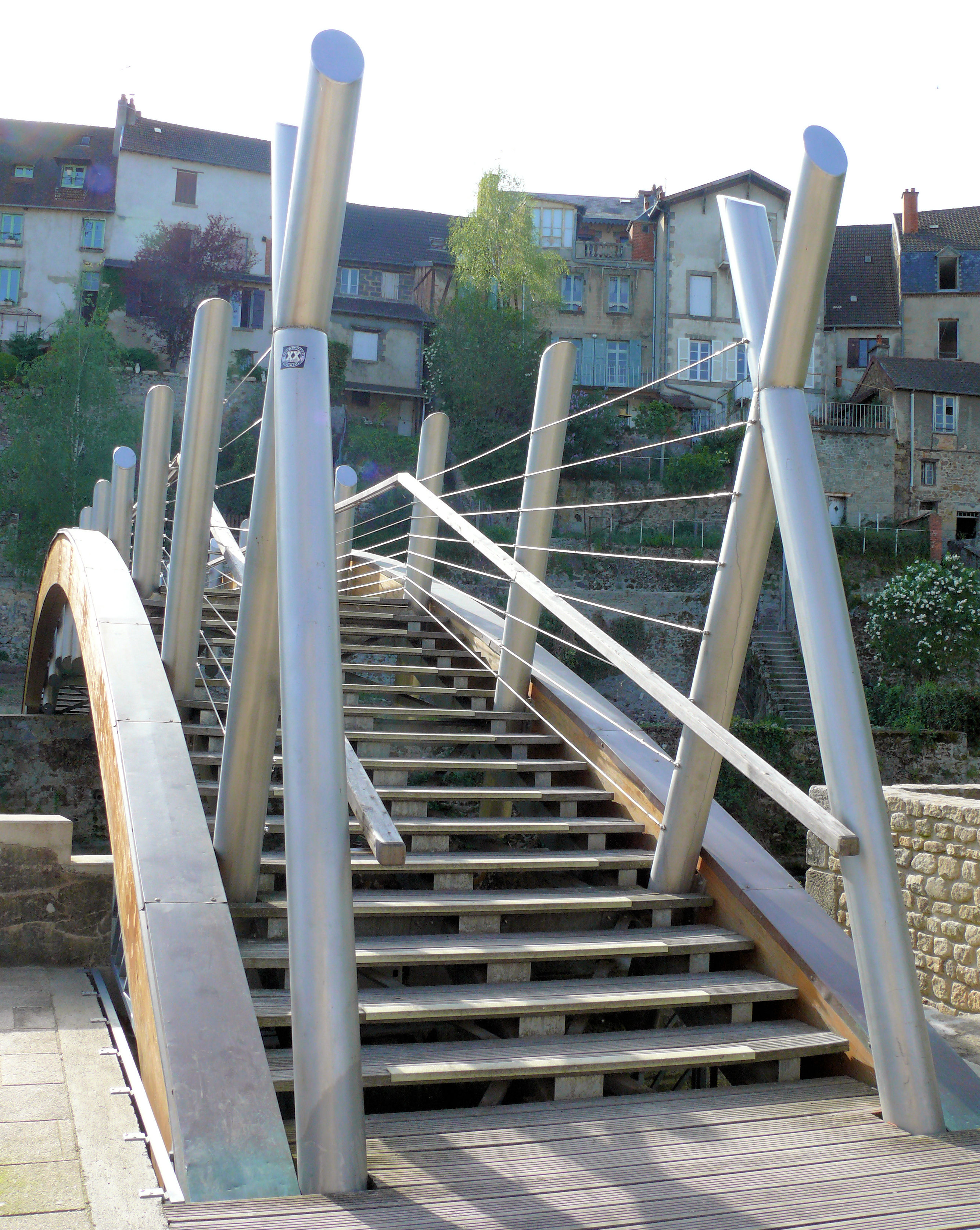
Accès à la passerelle depuis le quai des Îles, en mai 2012.
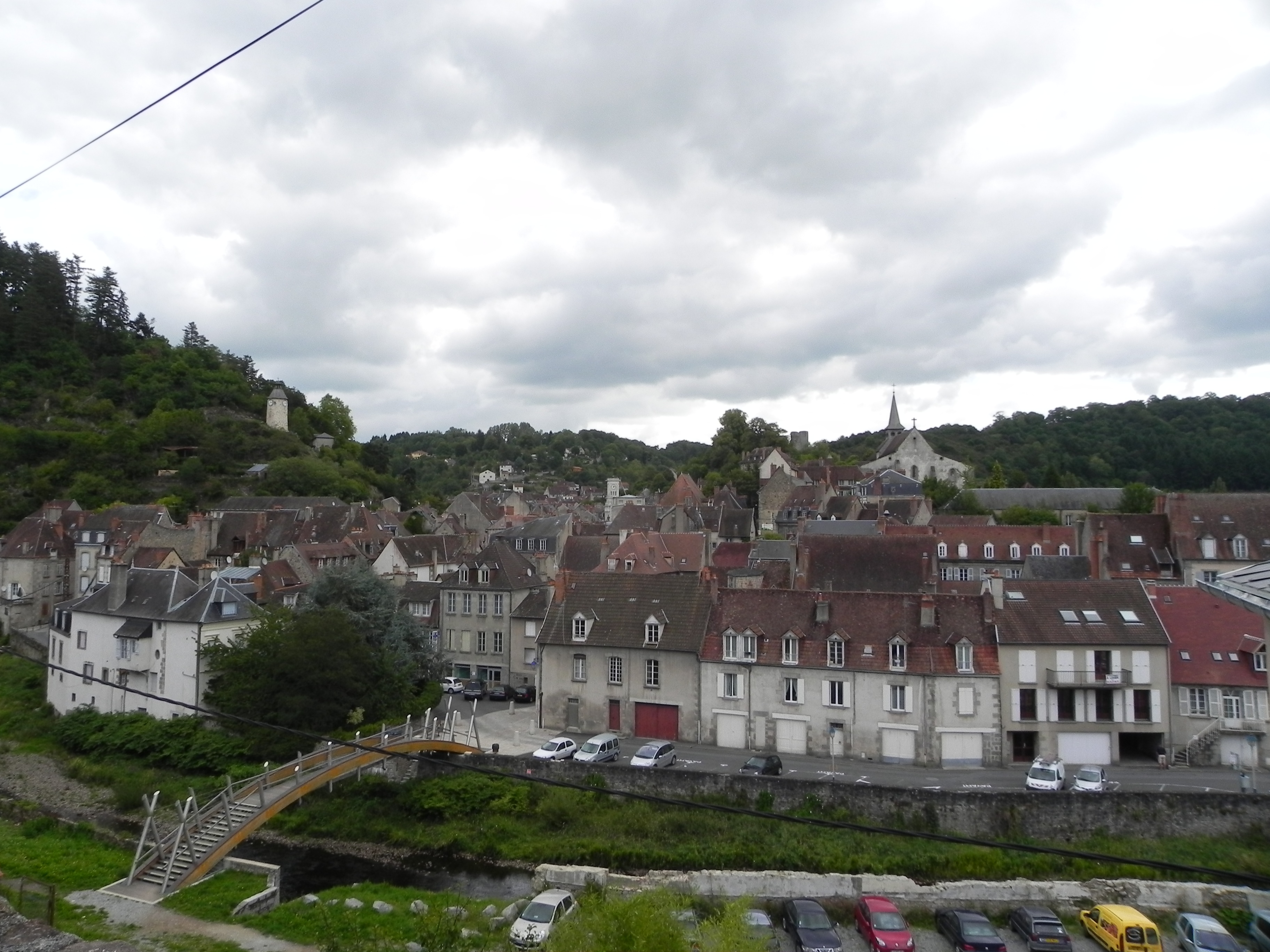
Vue d'Aubusson, avec la passerelle à gauche, en août 2011.